# Industrial Internet Consortium
Industrial Internet Consortium (amb acrònim IIC) és una organització oberta de 259 membres el 22 de novembre el 2016. L'IIC va ser formada per a accelerar el desenvolupament, adopció i expansió de l'ús de les màquines i dispositius interconnectats al sector industrial. Va ser fundada per AT&T, Cisco, General Electric, IBM, i Intel el Març del 2014.

## Objectius
L'IIC té com a objectiu la creació d'arquitectures de referència, entorns de seguretat i estàndards oberts per a impulsar la innovació, mitjançant els anomenats banc de proves (testbeds). Fins al 2016, l'IIC ha constituït 9 bancs de prova :
- Track and trace : gestió i connexió dels útils de potència.
- Comunicació i control : control de la indústria de l'energia.
- Eficiència : control de l'eficàcia del control.
- Intel·ligència : anàlisi dels algorismes de control.
- Operacions industrial : simulació els entorns industrials.
- Xarxes d'alta velocitat : introducció de xarxes de fibra òptica.
- Indústria digital : digitalització de l'automatització.
- Internet industrial : definició d'infraestructures de programari.
- Manteniment predictiu : estudi dels avantatges del control de modificacions i millores.
- Gestió d'equipatge aeronàutic : estudi de millora del retard de la cadena d'equipatges als aeroports.

Fins a març del 2017, l'IIC ha establert 19 grups de treball organitzats en 7 àrees de treball pertanyent a estratègia de negoci, enllaços, màrqueting, seguretat, tecnologia, bancs de proves i propietat intel·lectual.